# 勒布勒沃-朗希库尔
勒布勒沃-朗希库尔（法語：Rebreuve-Ranchicourt，法語發音：[ʁəbʁœv ʁɑ̃ʃikuʁ]）是法国上法蘭西大區加来海峡省的一个市镇，属于贝蒂讷区。该市镇于1971年由原市镇勒布勒沃（Rebreuve）和朗希库尔（Ranchicourt）合并而成。

## 地理
勒布勒沃-朗希库尔（50°26'13"N, 2°33'19"E）面积10.73 平方千米，位于法国上法蘭西大區加来海峡省，该省份为法国北部沿海省份，西北濒北海，南至索姆省，东临北部省。
与勒布勒沃-朗希库尔接壤的市镇（或旧市镇、城区）包括：乌丹、伯然、拉孔泰、弗雷尼库尔-勒多尔芒、弗雷维莱尔、戈尚莱加勒、埃尔曼、迈尼勒莱吕伊。
勒布勒沃-朗希库尔的时区为UTC+01:00、UTC+02:00（夏令时）。

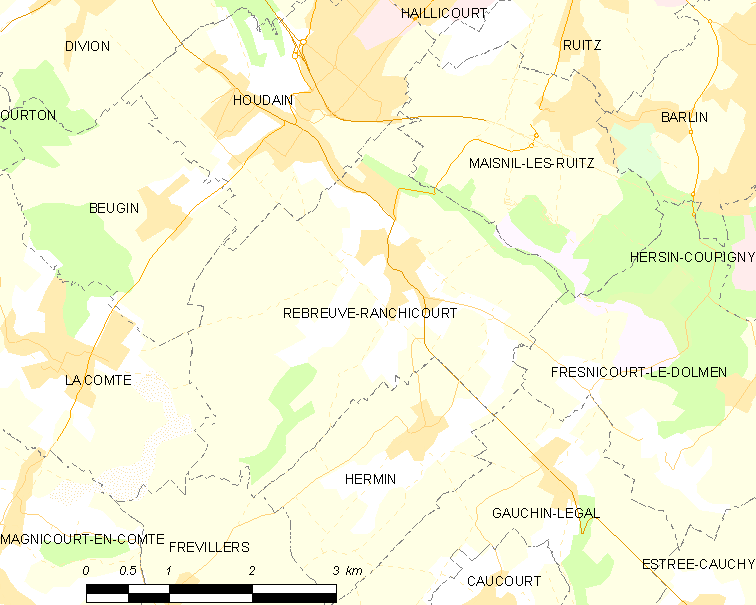
勒布勒沃-朗希库尔的OSM定位图

## 行政
勒布勒沃-朗希库尔的邮政编码为62150，INSEE市镇编码为62693。

## 政治
勒布勒沃-朗希库尔所属的省级选区为布律埃-拉比西耶尔县。

## 人口

1962-2008年间勒布勒沃-朗希库尔人口变化图示

勒布勒沃-朗希库尔于2022年1月1日时的人口数量为1071人。